# Atlantic Crossing 1
Atlantic Crossing 1 (AC-1) ist ein transatlantisches Seekabel zur Übertragung binärer Informationen. Das optische Kabel weist eine Länge von 14.000 km auf.

## Hintergrund
Es verbindet die Vereinigten Staaten (Brookhaven) mit dem Vereinigten Königreich (Land’s End), das Vereinigte Königreich mit den Niederlanden (Beverwijk), die Niederlande mit Deutschland (Westerland) und Deutschland mit den Vereinigten Staaten. Die vier Kabelstationen werden so zu einem Ring zusammengeschaltet.
Seit Mai 1998 sind die Vereinigten Staaten mit dem Vereinigten Königreich verbunden. Im November 1998 wurde Deutschland mit den Vereinigten Staaten verbunden. Im Januar 1999 wurden die Niederlande mit dem Vereinigten Königreich verbunden. Im Februar 1999 wurde mit der Verbindung zwischen den Niederlanden und Deutschland der Ring fertiggestellt.
Diese Ring-Topologie, bestehend aus zwei Trassen zwischen Nordamerika und Europa, erhöht somit die Ausfallsicherheit bei der Beschädigung eines Teilstückes, beispielsweise durch ein Seebeben oder durch Schiffsanker. Ursprünglich wurden über ein Wellenlängenmultiplexverfahren Datenübertragungsraten von 40 GBit/s (4 mal 10 GBit/s) realisiert. Im August 1999 wurde die Übertragungskapazität auf 80 Gbit/s erhöht. Entlang der Strecke wird das optische Signal verstärkt.
Der Erbauer der AC-1 war die Tyco Submarine Systems Ltd. (TSSL), Betreiber die Global Marine Systems Limited, eine Tochter der Global Crossing Network, die 2011 von Level 3 übernommen wurde und die nun gemeinsam unter dem Namen Level 3 Communications, LLC firmieren.